# Calliactis brevicornis
Calliactis brevicornis är en havsanemonart som först beskrevs av Studer 1879.  Calliactis brevicornis ingår i släktet Calliactis och familjen Hormathiidae. Inga underarter finns listade i Catalogue of Life.